# Ullava
Ullava est une ancienne municipalité de l'ouest de la Finlande, dans région d'Ostrobotnie-Centrale.
Elle appartenait initialement à la paroisse de Kälviä mais elle en a été séparée en 1909.
En 2009, les municipalités de Lohtaja, Kälviä et Ullava ont fusionné avec Kokkola.
L'ancienne municipalité se situe en bordure ouest du système de moraines du Suomenselkä, dans une zone au relief pratiquement absent. La commune est agricole et plutôt pauvre, l'agriculture représente 37 % des emplois. On trouve 76 fermes, souvent séparées par de larges zones forestières.
L'ancienne commune est à l'écart de tous les grands axes, les bourgades les plus proches étant Kannus à 25 km et Kaustinen à 31 km. La capitale régionale Kokkola est à 46 km.
On y trouve le plus important gisement de spodumène de Finlande (partagé avec Kaustinen), découvert dans les années 1950, et dont l'exploitation commerciale par la compagnie Keliber (créée à cette occasion) est en passe de commencer. La nouvelle mine va produire principalement du lithium et du béryllium et amener une diversification bienvenue des emplois et revenus.